# Liste der Baudenkmale in Neuharlingersiel
In der Liste der Baudenkmale in Neuharlingersiel sind alle Baudenkmale der niedersächsischen Gemeinde Neuharlingersiel im Landkreis Wittmund aufgelistet. Grundlage ist die veröffentlichte Denkmalliste des Landkreises (Stand: November 2000).
Baudenkmale im Sinne des Niedersächsischen Denkmalschutzgesetzes sind  „bauliche Anlagen einschließlich Grünanlagen und Friedhofsanlagen, an deren Erhaltung wegen ihrer geschichtlichen, künstlerischen, wissenschaftlichen oder städtebaulichen Bedeutung ein öffentliches Interesse besteht.“ Die Denkmalliste der Gemeinde Neuharlingersiel umfasst 33 Baudenkmale.

## Baudenkmale
Die Liste umfasst, falls vorhanden, eine Fotografie des Denkmals, als Bezeichnung falls vorhanden den Namen, sonst den Gebäudetyp und die Adresse, das Datum der Unterschutzstellung und die Eintragungsnummer Denkmalbehörde.
| Bild                                                      | Bezeichnung                                                                         | Lage                                            | Beschreibung | Bauzeit                | Eingetragen seit | Denkmal- nummer |
| --------------------------------------------------------- | ----------------------------------------------------------------------------------- | ----------------------------------------------- | --- | ---------------------- | ---------------- | --------------- |
|                                                           | Wohn-/Wirtschaftsgebäude, Hof Grönigerhäuser                                        | Neuharlingersiel, Grönigerhäuser 2              | Gulfhaus, Ziegelbau, eingeschossiger Wohnteil mit Drempel, Gliederung durch Ecklisenen, Fensterverdachungen, Giebelbekrönung und Ortgangabdeckung. Wesentliche schutzbegründende Bedeutung: Typus-/Stilausprägung | 1870                   |                  | 462010.00006    |
| Hafenanlage, Sielhafen                                    | Hafenanlage, Sielhafen                                                              | Neuharlingersiel, Am Hafen                      | |                        |                  | 462010.00032    |
|                                                           | Hotel                                                                               | Neuharlingersiel, Am Hafen Ost 2                | |                        |                  | 462010.00012    |
|                                                           | Wohn-/Geschäftshaus                                                                 | Neuharlingersiel, Am Hafen Ost 4                | |                        |                  | 462010.00013    |
|                                                           | Wohn-/Geschäftshaus                                                                 | Neuharlingersiel, Am Hafen Ost 6                | |                        |                  | 462010.00014    |
|                                                           | Wohn-/Geschäftshaus                                                                 | Neuharlingersiel, Am Hafen Ost 8                | |                        |                  | 462010.00015    |
|                                                           | Kapelle „Haus am Hafen“                                                             | Neuharlingersiel, Am Hafen Ost 10               | |                        |                  | 462010.00017    |
|                                                           | Wohnhaus ehem. Doppelhaushälfte                                                     | Neuharlingersiel, Am Hafen Ost 10               | |                        |                  | 462010.00016    |
|                                                           | Bestandteil Wohnhaus (Doppelhaushälfte)                                             | Neuharlingersiel, Am Hafen Ost 12               | |                        |                  | 462010.00018    |
|                                                           | Bestandteil Wohnhaus (Doppelhaushälfte)                                             | Neuharlingersiel, Am Hafen Ost 14               | |                        |                  | 462010.00019    |
|                                                           | Wohnhaus                                                                            | Neuharlingersiel, Am Hafen Ost 16               | |                        |                  | 462010.00020    |
|                                                           | Gasthaus                                                                            | Neuharlingersiel, Am Hafen Ost 18               | |                        |                  | 462010.00021    |
|                                                           | Hotel/Restaurant Hingers                                                            | Neuharlingersiel, Am Hafen West 1               | |                        |                  | 462010.00022    |
|                                                           | Wohnhaus                                                                            | Neuharlingersiel, Am Hafen West 3               | |                        |                  | 462010.00023    |
|                                                           | Wohn-/Geschäftshaus mit zwei Hausbäumen (Linden)                                    | Neuharlingersiel, Am Hafen West 5               | 1½-geschossiger Ziegelbau, Traufseite mit alten Schiebefenstern. Profilierte Türrahmung im Ladenbereich und Giebel-Ladeluke im Obergeschoss erhalten                                                              |                        |                  | 462010.00024    |
|                                                           | Hotel „Janssens Hotel“                                                              | Neuharlingersiel, Am Hafen West 7               | |                        |                  | 462010.00025    |
|                                                           | Wohnhaus                                                                            | Neuharlingersiel, Am Hafen West 9               | |                        |                  | 462010.00026    |
|                                                           | Wohnhaus, ehemaliges Doppelhaus (?)                                                 | Neuharlingersiel, Am Hafen West 11 und 13       | 1-geschossiger, giebelständiger Ziegelbau mit Kübbungen, rückwärtiger Teil 2-geschossig und breiter mit Vollwalmdach. Wesentliche schutzbegründende Bedeutung: Typus-/Stilausprägung                              | Anfang 19. Jahrhundert |                  | 462010.00003    |
|                                                           | Wohnhaus, Doppelhaushälfte                                                          | Neuharlingersiel, Am Hafen West 15              | |                        |                  | 462010.00027    |
|                                                           | Wohnhaus, Doppelhaushälfte                                                          | Neuharlingersiel, Am Hafen West 17              | |                        |                  | 462010.00028    |
| Wohnhaus                                                  | Wohnhaus                                                                            | Neuharlingersiel, Am Hafen West 19              | |                        |                  | 462010.00029    |
|                                                           | Fährhaus                                                                            | Neuharlingersiel, Am Hafen West 21              | |                        |                  | 462010.00030    |
|                                                           | Wohnhaus                                                                            | Neuharlingersiel, Bürgermeister-Dirksen-Platz 6 | 1-geschossiger, traufständiger hell gestrichener Ziegelbau mit Drempel, mittiger Eingang zur Straße. Wesentliche schutzbegründende Bedeutung: Typus-/Stilausprägung                                               | um 1800                |                  | 462010.00004    |
| Herrenhaus, Sielhof mit Park und Graft                    | Herrenhaus, Sielhof mit Park und Graft                                              | Neuharlingersiel, Bürgermeister-Dirksen-Platz 8 | 2-geschossiger Ziegelbau mit Pilastergliederung von 1755. Nordfassade mit Eckpavillons von 1899 | 1755                   |                  | 462010.00005    |
|                                                           | Wohnhaus                                                                            | Neuharlingersiel, Unner-Up-Weg Ost 1            | 2-geschossiger, traufständiger 5-achsiger Massivbau unter Krüppelwalmdach | um 1800                |                  | 462010.00033    |
|                                                           | Wohnhaus                                                                            | Neuharlingersiel, Unner-Up-Weg Ost 3            | | um 1800                |                  | 462010.00035    |
| Schule, ehem.                                             | Schule, ehem.                                                                       | Neuharlingersiel, Von Eucken-Weg 2              | 2-geschossiger Putzbau mit sparsamen Zierornamenten unter Mansardendach. Wesentliche schutzbegründende Bedeutung: Ortsgeschichte                                                                                  | um 1800                |                  | 462010.00034    |
|                                                           | Wohn-/Wirtschaftsgebäude, Stiftshof Folkertshausen (Gulfhaus mit Hofwurt und Graft) | Neuharlingersiel, Folkertshausen 2              | Gulfhaus, Ziegelbau mit 2-geschossigen Wohnteil, Traufen- und Ortganggesims | 1864                   |                  | 462010.00007    |
|                                                           | Wohn-/Wirtschaftsgebäude, Landarbeiterhaus                                          | Neuharlingersiel, Mühlenstrich 14               | Landarbeiterhaus, kleiner Ziegelbau, Wohnteil mit Traufgesims, Fenster mit Holzblockrahmen. Wesentliche schutzbegründende Bedeutung: Typus-/Stilausprägung                                                        | 1780                   |                  | 462010.00011    |
| Mühle, Windmühle (Seriemer Mühle – „De Goede Verwagting“) | Mühle, Windmühle (Seriemer Mühle – „De Goede Verwagting“)                           | Seriem, Seriemer Mühle 2                        | 2-geschossiger, oktogonaler Galerieholländer mit verputzten Unterbau. | 1804                   |                  | 462010.00008    |
|                                                           | Scheune, Seriemer Mühle                                                             | Seriem, Seriemer Mühle 2                        | Gulfscheune. Ziegelbau mit Halbwalmdach | 1900                   |                  | 462010.00010    |
| Wohnhaus, Müllerhaus (Seriemer Mühle)                     | Wohnhaus, Müllerhaus (Seriemer Mühle)                                               | Seriem, Seriemer Mühle 2                        | 1-geschossiger Ziegelbau, durch Steg mit der Mühle verbunden. Fenster mit scheitrechten Stürzen und Holzblockrahmen                                                                                               | Anfang 19. Jahrhundert |                  | 462010.00009    |
|                                                           | Wohnhaus-/Wirtschaftsgebäude, Addenhausen (Gulfhaus)                                | Seriem-Addenhausen, Alt-Addenhausen 2           | Gulfhaus mit Steinwerk | 1775                   |                  | 462010.00031    |